# 交響曲第6番 (トゥルヌミール)
交響曲第6番は、シャルル・トゥルヌミールが1917年から翌1918年までの第一次大戦中に作曲したシンフォニア・サクラ、あるいは戦争交響曲である。莫大な編成であることもあってか作曲者の存命中は初演が行われず、1995年にようやく演奏された。

## 楽器編成
フルート5（2奏者はピッコロ持ち替え）、ピッコロ、オーボエ3、イングリッシュ・ホルン、クラリネット5(（バスクラリネット持ち替え）、バスクラリネット、ファゴット5、コントラファゴット、ホルン10、トランペット6、トロンボーン4、バスチューバ、コントラバスチューバ、ティンパニ2人、3人の打楽器奏者（チェレスタ、グロッケンシュピール、チューブラーベル）、ハープ4、オルガン、多数の弦楽器、テノール独唱、混声合唱（ソプラノ、アルト、テノール、バス）

## 演奏時間
約52分

## 楽曲構成
絶望をテーマにした第1部、解放と信頼をテーマにした第2部で構成されている。フランス語のテキストには、作曲者により詩篇、エレミヤ書、イザヤ書、ホセア書、ヨハネ福音書より自由に引用したり改変したものが用いられている。調号は明記されていないが実質ホ短調である。
- 第1部
  - 序奏とアレグロ（管弦楽)
  - アレグロ・モデラート（合唱と管弦楽)
  - ヴィーヴォ（合唱と管弦楽）
- 第2部
  - ラルゴ（合唱と管弦楽）
  - 序奏とスケルツォ（管弦楽）
  - 行列、スケルツォ（合唱と管弦楽）
  - オルガンを伴ったテノール独唱 スケルツォ（合唱と管弦楽）
  - フィナーレ（ホ長調、ヴォカリーズの合唱）